# 葛玄

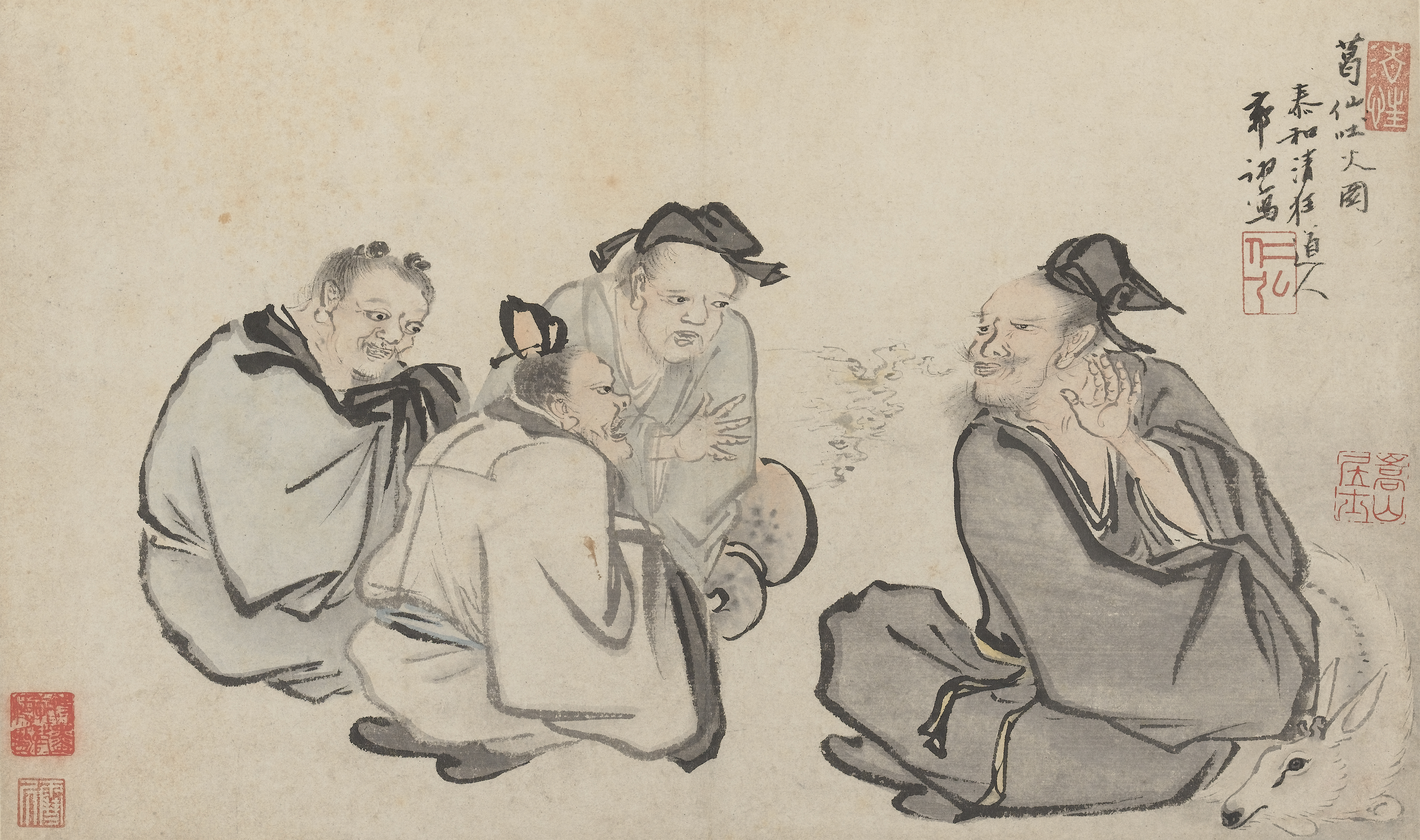
葛仙吐火，郭詡繪

葛玄（164年—244年），字孝先，琅琊（今属山东）人，三国時孫吴道士，人称葛仙翁或太极左仙公，《抱朴子》著者葛洪叔祖父。自幼好学，博览五经。喜老庄學说。
西晉時傳說，葛玄遇到方士左慈，得受《太清》《九鼎》《金液》等丹经、《三元真一妙经》等，傳授給鄭隱（鄭隱後來又把丹經給葛洪）。葛玄后遨游括苍山、南岳、罗浮山、阁皂山诸山。道书中有关于葛玄能辟谷，用符箓为人驱病，行诸奇法的种种传说。
東晉後期傳說，太極真人徐來勒把靈寶經傳授葛玄，葛玄傳給鄭隱，鄭隱傳給葛洪，再輾轉傳給葛巢甫，自此靈寶經大行於世。葛玄成為靈寶經出世與傳授的關鍵人物。
宋崇宁三年（1104年）封为冲应真人。道教灵宝派派别阁皂宗奉葛玄为祖师。在某些道教流派中，葛玄与张道陵、许逊、萨守坚共为四大天师。
曾在太上老君說常清靜經尾處說明所言不虛，因緣際會從東華帝君得到清淨經並書錄於世，但不排除為後人添加。

## 外部連結
- 神塚淑子著，欽偉剛譯：〈六朝靈寶經中的葛仙公（上） （页面存档备份，存于）〉，《宗敎學硏究》，2007年3期，頁1-9。
- 神塚淑子著，欽偉剛譯：〈六朝靈寶經中的葛仙公（下） （页面存档备份，存于）〉，《宗敎學硏究》，2007年4期，頁2-11。